# 台勒托丽
23°19′43″N 90°56′54″E / 23.3287°N 90.9483°E
台勒托丽（英語：Taltoli）是孟加拉国吉大港专区戈久瓦烏帕齊拉坚德布尔县的一个村庄，台勒托麗賈瑪清真寺即位於該村中。